# Epiechinus therondi
Epiechinus therondi är en skalbaggsart som beskrevs av Yves Gomy 1969. Epiechinus therondi ingår i släktet Epiechinus och familjen stumpbaggar. Inga underarter finns listade i Catalogue of Life.